# Vjekoslav Tomić
Vjekoslav Tomić (* 19. Juli 1983 in Split) ist ein kroatischer Fußballtorhüter.

## Karriere

### Kroatien
Vjekoslav Tomić begann mit dem Vereinsfußball in der Jugend von RNK Split. Zum Profifußballer wurde er im Sommer 2003 durch den Wechsel zu Međimurje Čakovec. Hier spielte er vier Spielzeiten und absolvierte in dieser Zeit 58 Ligapartien für seinen Klub. Zur Saison 2007/08 wechselte er zu Hajduk Split. In seiner ersten Saison bei Hajduk Split kam er am Stammtorwart Vladimir Balić nicht vorbei. Dieser beendete zu Saisonende seine aktive Laufbahn. Zur neuen Spielzeit wurde der Torwart Danijel Subašić geholt. Dieser stach Tomić im Kampf um den Platz des Stammtorwartes aus, sodass Tomić seine gesamten drei Spielzeiten bei Split lediglich in 10 Partien zum Einsatz kam.

### Ausland
Sommer 2011/12 wechselte er in die Türkei zum Süper-Lig-Aufsteiger Kardemir Karabükspor und wurde hier auf Anhieb Stammtorhüter. Nachdem er ab dem Sommer 2013 der Reihe nach für die Vereine Sheriff Tiraspol, FK Xəzər Lənkəran und FC Koper aktiv gewesen war, kehrte er mit seinem Wechsel zum Zweitligisten Şanlıurfaspor nach drei Jahren wieder in die Türkei zurück.